# Liodrosophila nitida
Liodrosophila nitida är en tvåvingeart som beskrevs av Oswald Duda 1922. Liodrosophila nitida ingår i släktet Liodrosophila och familjen daggflugor. Inga underarter finns listade i Catalogue of Life.